# Jérôme Sans
Pour les articles homonymes, voir Sans.
Jérôme Sans, né le 2 août 1960 à Paris, est un directeur artistique, directeur d'institutions d'art contemporain, critique d'art, et commissaire d'exposition français.

## Biographie
Jérôme Sans commence sa carrière dans les années 1980.
Il est cofondateur et codirecteur du Palais de Tokyo, à Paris, avec Nicolas Bourriaud de 1999 à 2006. Directeur artistique, commissaire d’exposition et critique d’art, Jérôme Sans réalise des projets dans le domaine de l’art contemporain, en France et à l’étranger, seul ou en collaboration. 
Dans les années 1990, il est commissaire invité au Magasin 3 Stockholm Konsthall, en Suède, en 1994 et 1996, puis à l’Institute of Visual Arts (Inova) de Milwaukee, aux États-Unis, de 1996 à 2003. Il est directeur artistique de deux éditions du Printemps de Cahors : One Minute Scenario en 1997, qui réunit notamment Dennis Hopper, Doug Aitken, Thomas Demand, Pierre Huyghe, Valérie Jouve, Ken Lum, Jack Pierson, et La sphère de l’intime en 1998. De 1998 à 1999, il est professeur invité au Central Saint Martins College of Art and Design, à Londres.
Il est commissaire de plusieurs manifestations internationales, dont le pavillon danois de la 48e Biennale de Venise (1999), la Biennale de Taipei (2000), la Biennale de Lyon (2005), la Nuit Blanche à Paris (2006) et le Noor Riyadh Festival (2023).

### Institutions Artistiques

#### Palais de Tokyo (1999-2006)
En 1999, Jérôme Sans cofonde avec Nicolas Bourriaud le palais de Tokyo — site de création contemporaine, à Paris, inauguré en 2002. Ils codirigent jusqu’en 2006 le centre d’art conçu comme un nouveau type et modèle d’institution, un lieu de vie doté d’une nouvelle économie institutionnelle impliquant des marques.
Jérôme Sans et Nicolas Bourriaud travaillent avec les architectes Anne Lacaton & Jean-Philippe Vassal au réaménagement du bâtiment, ainsi qu'avec l’architecte Stéphane Maupin pour la création du restaurant.
Le Palais de Tokyo accueille ainsi sous leur direction plusieurs expositions personnelles, notamment des artistes Tobias Rehberger, Chen Zhen, Wolfgang Tillmans, Kendell Geers, Wang Du, Candice Breitz, Katharina Grosse ou encore Bruno Peinado; expositions de groupe comme Notre Histoire, Hardcore, ainsi que des performances d’artistes tels que Laurent Garnier, Marina Abramovic et Christophe.

#### Baltic Centre for Contemporary Art (2006-2008)
Sous la direction de Jérôme Sans de 2006 à 2008, le Baltic Centre for Contemporary Art de Gateshead (Newcastle, UK) devient un lieu de création en Angleterre incluant des expositions et projets menés par les artistes en lien avec les communautés locales. Figurent dans la programmation les expositions monographiques de Kendell Geers, Subodh Gupta, Brian Eno, Kader Attia, Wang Du…

#### Ullens Center for Contemporary Art (2008-2011)
De mars 2008 à décembre 2011 Jérôme Sans dirige l’Ullens Center for Contemporary Art (UCCA) à Pékin, premier centre artistique privé installé en Chine, créé en 2007 par Guy et Myriam Ullens.
Jérôme Sans collabore notamment avec l’architecte Jean-Michel Wilmotte pour redéfinir la structure du centre et adapter l’esprit de style Bauhaus du bâtiment à des espaces d’exposition flexibles.
Jérôme Sans a mis l'accent sur la jeune génération d'artistes chinois aux côtés d'expositions internationales.
Il organise de nombreuses expositions notamment d'Olafur Eliasson avec Ma Yansong, de Peter Lindbergh, de Tatsuo Miyajima, de Yan Pei-Ming, de Liu Wei, d'Apichatpong Weerasethakul, de Zhan Huang...

#### Contemporary Art Foundation Emerige (2017-2020)
Jérôme Sans est entre 2017 et 2020 directeur artistique pour la préfiguration du futur lieu d’art contemporain de la Fondation Emerige sur l’Île Seguin à Boulogne-Billancourt. Imaginé par les architectes catalans RCR Arquitectes, lauréats du Pritzker Prize 2017, ce nouveau projet artistique et culturel porté par le groupe Emerige se compose d’un lieu pour l’art contemporain, d’un multiplexe de cinémas et d’un hôtel tourné vers la création contemporaine.  

#### LagoAlgo (2022-2024)
Depuis février 2022 Jérôme Sans est le directeur artistique du centre d’art LagoAlgo basé à Mexico, une initiative privée qui associe l'exploitant du restaurant Del Lago (CMR) et la galerie OMR.
Il est le commissaire des expositions Shake Your Body (2022), Desert Flood (2023), Historia (2023) et Heat (2024), invitant notamment les artistes Vivian Caccuri, Claudia Comte, Abdelkader Benchamma et Julian Charrière.
Cookie Factory (depuis 2024)
Jérôme Sans est le directeur artistique de Cookie Factory, un lieu consacré à l'art contemporain qui ouvrira ses portes en mai 2025 à Denver, aux États-Unis. Réhabilitant une ancienne usine de fortune cookies des années 1950, cet espace artistique public de 500 mètres carrés est destiné à la promotion de la créativité et du dialogue avec un programme de deux expositions par an.
Au cœur du quartier historique de Baker à Denver, Cookie Factory célèbre les valeurs de foyer et de communauté en favorisant de nouveaux échanges culturels dans ce quartier résidentiel, et s'engage à collaborer avec des artistes de renommée internationale pour créer des œuvres singulières inspirées des paysages de Denver ainsi que de l’ensemble du Colorado.

### Développement Urbain

#### Grand Paris Express (2015-2016)
En juin 2015 Jérôme Sans est nommé codirecteur artistique du projet culturel du Grand Paris Express, avec José-Manuel Gonçalvès, par la Société du Grand Paris. Ce futur « super métro » de la métropole doit s’étendre sur une longueur de 200 kilomètres et donner naissance à 68 futures gares.
Dans une approche intégrée des localités/territoires et dans le but d'accompagner la phase de transformation, la direction artistique et culturelle a pour objectif de contribuer avec les créateurs, les designers, les architectes et les ingénieurs du nouveau métro à la création d'un patrimoine artistique métropolitain.
Jérôme Sans réalise ainsi des projets artistiques avec SUPERFLEX pour la station Fort d’Issy-Vanves-Clamart ou avec l'artiste Tobias Rehberger lors de Nuit Blanche en 2016 puis pour la station Pont Cardinet inaugurée en 2021.

#### Polygone Riviera (2015-2019)
Jérôme Sans est invité en tant que directeur artistique à imaginer le projet "Format paysage" au sein du premier centre de shopping à ciel ouvert, Polygone Riviera, inauguré à Cagnes-sur-Mer par les sociétés Unibail-Rodamco et Socri en 2015. Format paysage réunit les œuvres de onze artistes internationaux inscrites de manière permanente dans le site (Ben, Céleste Boursier-Mougenot, Daniel Buren, César, Antony Gormley, Tim Noble & Sue Webster, Jean-Michel Othoniel, Pablo Reinoso, Pascale Marthine Tayou, Wang Du).
Durant l'été 2016 un ensemble de cinq sculptures de Joan Mirò est présenté au cœur de ce site. Avec cette exposition Polygone Riviera engage un dialogue avec la Fondation Maeght située à proximité du centre, lieu historique de la création contemporaine.

#### Rives de Saône - River Movie (depuis 2010)
En 2010 Jérôme Sans est nommé directeur artistique du programme de rénovation des quais de Saône (sur plus de 50 km).
Les berges sont redessinées avec des apports d'architectes, de paysagistes et d'artistes,. Les artistes invités sont Elmgreen & Dragset, Didier Faustino, Meschac Gaba, Tadashi Kawamata, Lang/Baumann, Le Gentil Garçon, Jean-Michel Othoniel, Pablo Reinoso, Erik Samakh et Pascale Marthine Tayou.
La première phase de ce programme est livrée en septembre 2013 avec plus de 15 km réalisés et une dizaine d’œuvres implantées.
Une nouvelle œuvre par l’artiste Philippe Ramette est inaugurée au printemps 2024.

### Direction Artistique / Brand

#### Le Méridien (2006-2013)
De 2006 à 2013, Jérôme Sans est Global Cultural Curator pour le groupe Le Méridien Hotels & Resorts, Starwood Group, New York. Il initie le programme LM100, une communauté de créateurs qui travaille à réunir des membres spécialisés dans le design, l'art, la cuisine, la mode et la musique dans l'objectif de renouveler l'expertise de la marque. Par ailleurs, Jérôme Sans établit des partenariats exclusifs à travers le monde, entre le groupe Le Méridien et des institutions culturelles, afin d'offrir des expériences accessibles à leurs hôtes par le biais d'un " laissez-passer " associé au programme UNLOCK ART.
Parmi les membres du LM100 figurent Jérôme Sans, les artistes chinois contemporains Chen Wenbo, Yan Lei et An Xiaotong, les artistes internationaux Sam Samore, Joan Fontcuberta, Younès Rahmoun, Youssef Nabil, Michael Lin, Hisham Bharoocha, Lucy et Jorge Orta, Yasemin Baydar et Birol Demir de :mentalKLINIK ; Marcus Kreiss ; l’experte en vin Linda Grabe ; le photographe Ralph Gibson ; l’experte en café illy Andrea ; le maître barista Fritz Storm ; Nicolas et François Bergerault, fondateurs de l'Atelier des Chefs ; le musicien et compositeur français primé Henri Scars Struck ; Fabrice Penot et Edouard Roschi, fondateurs de Le Labo ; Kiki Allgeier ; le designer de meubles Nick Dine ; Richard et Rana Florida, fondateurs et PDG du Creative Class Group.

#### Perfect Crossovers (2012-2019)
Jérôme Sans est cofondateur de « Perfect Crossovers » (Paris/Beijing), agence de consultation entre Paris et Pékin spécialisée dans la création de stratégies culturelles, la production de contenus et d’événements.

### Éditions & Magazines
Jérôme Sans collabore avec plus de trente revues internationales sur des sujets touchant à l’art contemporain, notamment avec Purple, Flash Art, Artforum, Artpress, UOVO, Tema Celeste, Beaux-Arts magazine… et participe à l’élaboration de multiples catalogues d’exposition pour des musées ou institutions privés.
En 1998, il publie un livre d’entretiens avec l’artiste Daniel Buren (Au Sujet de…), puis deux autres avec les artistes Jonas Mekas (Just Like A Shadow, Steidl, 2000) et Chen Zhen (Les entretiens, Presses du Réel, 2003).
En 2004 il s’associe avec Bertil Scali, éditeur et reporter pour lancer les éditions Scali, une maison d’édition destinée à publier des ouvrages autour des cultures underground et actuelles (musique pop rock , rap, electro, poésie, fiction, cinéma, art contemporain, littérature, carnets, érotisme..) sur des thèmes négligés et des sujets en marge ou controversés tels que l’histoire de la Gay Pride par Olivero Toscani ou celle la culture Goth par Patrick Eudeline. Près de 200 livres sont publiés de 2004 à 2008 avec des auteurs comme Richard Bronson, Jonas Mekas, Virginie Despentes, Nina Roberts, Jean-Charles de Castelbajac, Joey Starr, Bruce Benderson, Marie Darrieusec, Brian Epstein…
Jérôme Sans réalise par ailleurs une série de livres de poche d’entrevues avec des artistes et des architectes (Kendell Geers 2013, Yansong Ma (MAD architecture) 2012, Jannis Kounellis 2012), publiée par BlueKingfisher Lmt.
En 2012 il crée le magazine trimestriel L’Officiel Art avec les Éditions Jalou (Paris), dont il est directeur de création et rédacteur en chef des huit premiers numéros jusqu'en 2014. En l’espace de deux ans, neuf artistes sont ainsi invités à créer les couvertures originales de huit numéros dont notamment Daniel Buren, Farhad Moshiri, Bertrand Lavier, Yan Pei-Ming, Sterling Ruby...
Il est également l’auteur du livre Araki on Araki, un ensemble de photos de l’artiste Nobuyoshi Araki, édité chez Taschen en 2000 ; de l’ouvrage In The Arab World Now, publié par la Galerie Enrico Navarra en 2008, ou encore d’un recueil de photos de Hedi Slimane, Intermission 1, édité chez Pitti Immagine en 2002. En 2015, il publie également, avec Jean-Marc Decrop, le livre China : The New Generation (Ed. Skira), sur la nouvelle scène artistique émergente chinoise. En 2016, il publie avec Marla Hamburg Kennedy Lipstick Flavor : A contemporary art story with photography (Ed. Damiani).
En 2018, il publie avec Laura Salas Redondo, le livre Cuba Talks: Interviews with 28 artists (Ed. Rizzoli) révélant le dynamisme de la scène artistique cubaine contemporaine. En 2019, avec Racing the Galaxy (Ed. Skira), catalogue de l'exposition éponyme à Nur-Sultan au Kazakhstan dont il est le commissaire avec Dina Baitassova, il met en lumière les figures d’une scène artistique kazakhe en pleine effervescence et l'esprit libre de nomadisme qui leur est commun, en dialogue avec des artistes originaires d'autres régions du monde.
Depuis 2017, Jérôme Sans contribue régulièrement à Purple Magazine, édité par Olivier Zham par des interviews avec des artistes tels que Deana Lawson, AA Bronson, Daniel Buren, Doug Aikten, M/M, Anne Imhof, Julio Le Parc, Ricardo Bofill, Michelangelo Pistoletto, Chloe Wise, Alan Vega, Stefan Brüggemann...

### Expositions (sélection)
Jérôme Sans est le commissaire de plus de trois cents expositions monographiques et collectives dans des institutions en France et à l’internationale. En voici une liste non-exhaustive : 
- New French Painting (1983), exposition itinérante en Angleterre (Riverside studio, Londres ; Modern Art Oxford ; John Hansard Gallery, Southampton ; Fruitmarket Gallery, Edinburg) ;
- F. Four French (1986), Lang & O'Hara Gallery, New York ;
- Escales (1991), cinq installations de Patrick Corillon, Marcel Dinahet, Anne Marie Jugnet, Robert Milin et Seton Smith, in situ en Côtes-d'Armor.
- Viennese Story (1992), Wiener Secession, Vienne (avec Douglas Gordon, Rirkrit Tiravanija, Erwin Wurm, Chen Zhen, Eric Duyckaerts, Sam Samore, Wendy Jacob, Kendell Geers, Angela Bulloch, Rainer Ganahl...) ;
- Life style/International Kunst - Mode, Design, Styling Interieur und Werbung (1998), Bregenz Kunstmuseum (avec John Armleder, Daniel Buetti, Dejanov/Heger, Sylvie Fleury, Peter Kogler, Pipilotti Rist, Gerwald Rockenshaub, Cindy Sherman, Heimo Zobernig...)[34] ;
- Pierre Huyghe (1999), Fundaçao de Serralves, Porto[35] ;
- The Snowball (1999) pour le pavillon danois de la 48e Biennale de Venise où il invita l’artiste américain Jason Rhoades et le Danois Peter Bonde à collaborer (posant pour la première fois dans cet événement international la question de la nationalité)[36] ;
- Pierre Huyghe, The Process of Leisure Time (1999), Wiener Secession, Vienne[37] ;
- The Taipei Biennial, The Sky Is The Limit (2000), Taipei Fine Art Museum (avec Candice Breitz, Loris Cecchini, Claude Closky, Meschac Gaba, Kendell Geers, Hsia Fei Chang, Shu Lee Chang, Pascale Marthine Tayou, Henrik Plenge Jakobsen, Wang Du...)[38];
- My Home is Yours, Your home is mine (2001) en collaboration avec le commissaire d’expositions Hou Hanru pour le musée Rodin de Séoul en Corée et à la Tokyo City Opera Art gallery à Tokyo[39] ;
- Voices Over, Arte All'arte (2001, avec Pier Luigi Tazzi) dans différentes villes de Toscane (avec Marina Abramovic, Cai Guo-Qiang, Pascale Marthine Tayou, Jannis Kounellis, Surasi Kusolwong, Nari Ward) ;
- Tutto Normale (2002) dans les jardins de la Villa Médicis à Rome (avec Alighiero Boetti, Olaf Breuning, Claude Lévêque, Gianni Motti, Mimmo Paladino, Giuseppe Penone, Paola Pivi, Barthélémy Toguo...)[40] ;
- Intermission (2002), Pitti Foundation, Florence ;
- Jan Fabre, Save Your Soul (2005), Maison Jean Vilar, durant le Festival d'Avignon ;
- Here Comes the Sun (2005, avec Daniel Birnbaum, Rosa Martinez et Sarit Shapira), Magasin 3, Stockholm (avec Pilar Albarracin, Francis Alÿs, Ghada Amer, Tacita Dean, Elmgreen & Dragset, Olafur Eliasson, Tobias Rehberger, Jeroen De Rijke et Willem De Rooij...)[41] ;
- Restlessness de Jan Lauwers (2007), Bozar de Bruxelles[42] ;
- It’s Not Only Rock’n’Roll Baby ! (2008), Bozar de Bruxelles, reprise à la Triennale de Milan en 2010[43] ;
- That's fucking awesome, :mentalKlinik (2011), Haskoy Yarn Factory (Istanbul)[44] ;
- Le coup du fantôme de Sun Yuan et Peng Yu (2013), Gare Saint Sauveur, Lille[45] ;
- As I Run and Run, Happiness Comes Closer, Morceaux choisis dans la collection de Laurent Dumas (2014), Hôtel Beaubrun, Paris[46]
- One Way: Peter Marino, Bass Museum, Miami (2014-2015)[47] ;
- Painting as Shooting: Liu Xiaodong, avec la Fondation Faurschou, Fondazione Cini, Venise (2015)[48] ;
- Diary Of An Empty City: Liu Xiaodong, Fondation Faurschou, Beijing (2015)[49] ;
- Painting as Shooting : Liu Xiadong, Fondation Faurschou, Copenhague (2016)[49] ;

- Sislej Xhafa, Love you without knowing, The National Gallery of Kosovo (2018)
- Lilian Bourgeat, Des Mesures, Polygone Riviera, Cagnes-sur-mer (2018)
- :mentalKLINIK, OBNOXIOUSLY HAPPY, La Patinoire Royale, Galerie Valérie Bach, Bruxelles (2018)
- Eldorama, Lille 3000, Tripostal, Lille, Jérôme Sans, Jean-Max Colard avec la collaboration d'Isabelle Bernini (2019)
- Les Enfants du Paradis, MuBA, Tourcoing, Jérôme Sans, Jean-Max Colard avec la collaboration d'Isabelle Bernini (2019)
- Golden Room, Palais des Beaux-Arts de Lille, Jérôme Sans, Jean-Max Colard avec la collaboration d'Isabelle Bernini (2019)
- Pascale Marthine Tayou, Black Forest, Fondation Clément, Martinique (2019)
- Racing the Galaxy, Nur-Sultan, Kazakhstan, Jérôme Sans, Dina Baitassova (2019)
- Li Qing: Rear Windows, Fondation Prada, Prada Rongzhai, Shanghai (2019)
- Li Qing: Blow Up, Almine Rech, Londres (2019)
- Pablo Reinoso, Supernature, Polygone Riviera, Cagnes-sur-Mer (2019)
- Yu Hong: The World of Saha, The Long Museum, Shanghai (2019)
- Erwin Wurm: One Minute in Taipei, Taipei Fine Arts Museum, Taipei (2020)
- Mette Winckelmann: Flags of Freedom, Le Bicolore, Maison du Danemark, Paris (2021)
- Voyages Immobiles, pour les 60 ans de diptyque, Poste du Louvre, Paris (2021)
- Signs of the Times, Apalazzo Gallery, Brescia (2021)
- Floating Studio, Miltos Manetas, Galerie Hussenot, Paris (2021)
- One minute forever, Erwin Wurm, Museum of Contemporary Art, Belgrade (2022)
- Shake Your Body, Lago/Algo, Mexico City (2022)
- Alicja Kwade, Au cours des mondes, Place Vendôme, Paris (2022)
- Desert Flood, Lago/Algo, Mexico City (2023)
- Bernar Venet, La parabole de l'histoire, Place Vendôme, Paris (2022)
- Historia, LagoAlgo, Mexico City (2023)
- Ida Yukimasa, Panta Rhei - For as Long as the World Turns, Kyoto City KYOCERA Museum, Japon (2023)
- The Bright Side of the Desert Moon, Noor Riyadh Festival 2023, Arabie Saoudite (2023)
- Things and Something to Remember Before Daylight, Joël Andrianomearisoa, galerie Almine Rech, Paris (2024)
- Heat, Julian Charrière, Ebecho Muslimova, Ana Montiel, Pedro Reyes, LagoAlgo, Mexico City (2024)
- I Feel the Earth Whisper, Bianca Bondi, Julian Charrière, Sam Falls, Ernesto Neto, Frieder Burda, Baden Baden (2024), co-commissaire avec Patricia Kamp
- Inside Out, Stefan Brüggemann, Venet Foundation, Le Muy (2024)
- Naked City, Doug Aitken, Borusan Contemporary, Istanbul (2024)

Avec Nicolas Bourriaud, il est co-commissaire de deux événements :
- La Biennale d'art contemporain de Lyon (2005), intitulée L'expérience de la durée.[50]
- La Nuit Blanche (2006), un événement public qui met en scène, pendant une nuit, des installations d’art contemporain à travers la ville de Paris[51].

### Publications (sélection: ouvrages et direction d'ouvrages)
- Joël Andrianomearisoa : Sentimental Whispers,  (éd. Almine Rech Editions) Paris, France, 2023.
- Pascale Marthine Tayou, Vaudou Child, Entretien In/Interrompu avec Jérôme Sans, Beaux-Arts de Paris Editions, 2021.
- Erwin Wurm, One Minute in Taipei, Taiwan, Taipei FIne Arts Museum Editions, 2020.
- Adel Abdessemed, Catalogue raisonné des cartons d'invitation [expositions personnelles 2001-2019], Editions Marval-RueVisconti, 2020.
- Pascale Marthine Tayou, Black Forest, HC Editions, 2020.
- Yu Hong: The World of Saha, The Long Museum, Liaoning Fine Arts Publishing House, 2019.
- Racing the Galaxy, Jérôme Sans, Dina Baitassova, Skira, 2019.
- Jannis Kounellis, Naviguer entre les écueils, Galerie Lelong & Co, 2019.
- Cuba Talks, interviews with 28 contemporary artists, Jérôme Sans, Laura Salas Redondo, Rizzoli, 2019.
- Liu Xiadong, Painting as Shooting, Copenhague, Faurschou Foundation, 2016.
- Lipstick Flavor, A contemporary art story with photography, Jérôme Sans, Marla Hamburg Kennedy, Damiani, 2016.
- One Year with Zhao Zhao & Jérôme Sans, Pékin, Beijing Tang Contemporary Art, 2015.
- China: The New Generation, Jérôme Sans et Jean-Marc Decrop, Skira, 2015.
- Hand Grenades From My Heart, Kendell Geers, Hong Kong, Blue Kingfisher, 2013.
- Art China Now : And Tomorrow, Hong Kong, Blue Kingfisher, 2013.
- Ma Yansong : Bright City, Hong Kong, Blue Kingfisher, 2012.
- Smoke Shadows, Jannis Kounellis, Hong Kong, Blue Kingfisher, 2012.
- Bright City, Ma Yansong interviewed by Jérôme Sans, Hong Kong, Blue Kingfisher. 2012.
- Raqib Shaw, Of beasts and super-beasts, Galerie Thaddaeus Ropac, Paris, 2012.
- Peter Lindbergh : The Unknown, Schirmer/Mosel Verlag, 2011.
- Breaking Forecast, 8 key figures of China’s New Generation Artists, Ullens Center for Contemporary Art (UCCA), Pékin, Timezone 8, 2011.
- Goudemalion : Jean-Paul Goude une rétrospective, Éditions de la Martinière, 2011.
- Zhan Wang, My personal Universe, Pékin, Ullens Center for Contemporary Art, Hong Kong, Blue Kingfisher, 2011.
- Farhad Moshiri, Éditions Ropac, Janssen, The Third Line & Perrotin, 2010.
- It's not only Rock'n Roll Baby!, Sienne, Carlo Cambi Editore, 2010.
- Wim Delvoye : knockin' on heaven's door, Tielt : Lannoo ; Bruxelles : BOZAR Books, 2010
- China talks: interviews with 32 contemporary artists by Jerôme Sans, Pékin : Timezone 8, 2009.
- In the Arab World… Now, Galerie Enrico Navarra, 2008, volume 3.
- Between the Silence : Fairy Tales by Sam Samore, New York, Starwood Hotels & Resorts Worlwilde, Le Méridien Books, 2007.
- Jonas Mekas: anecdotes, Paris, Scali, 2007.
- Jan Lauwers : L'Énervement, Arles, Actes Sud, 2007.
- Jan Lauwers, Restlessness, Bruxelles, Bozar Book by Mercator Fonds and Center for Fine Arts Need Company, 2007.
- Notre histoire : une scène artistique française émergente, (éd. Sans J., Bourriaud N., Grossi F., ed.) Paris,  Palais de Tokyo, Paris-Musées, 2006.
- Jan Fabre, Arles, Actes sud, 2005.
- Chen Zhen: les entretiens, Paris, Palais de Tokyo ; Dijon : Les Presses du réel, 2003.
- Araki by Araki, Cologne, Taschen, 2002.
- Hedi Slimane, Intermission 1, Pitti Immagine, 2002.
- Place de L'écriture, cinq œuvres par Joseph Kosuth, de « One and Three Chairs » à « Ex-Libris », J.-F. Champollion (Figeac), Actes Sud, Arles, 2002, 46 p. (Guy Amsellem, Joseph Kosuth, Martin Malvy, Jérôme Sans)
- Kader Attia, Alter Ego, Galerie Kamel Mennour, 2002 (exposition, 19 avril-14 mai)
- Pierre & Gilles, Arrache Mon Cœur, Galerie Jérôme de Noirmont, 2001 (Jérôme Sans, Joram Harel)
- Au sujet de…, Entretien avec Daniel Buren, Paris, Flammarion, 1998.
- Erwin Wurm : One Minute Sculptures,  (éd. Sans J., Doroshenko P.), Hatje Cantz, 1998.

### Films / Musique
En 2008, alors Global Cultural Curator du Méridien, Jérôme Sans produit et dirige, pour l'UNICEF, la réalisation du film Breaking the silence de Kiki Allgeier. Ce film dénonce la pandémie du SIDA, à travers la vie d’enfants de Maputo (Mozambique).
Toujours dans le cadre de la communauté créative LM100 pour Le Méridien, Jérôme Sans est, entre 2006 et 2013, responsable de la direction artistique d’une série de portraits d’une vingtaine de créateurs réalisés par Kiki Allgeier.
En 2012 il réalise, avec Pierre Paul Puljitz, le film Jonas Mekas, I am not a filmmaker (Production/Polyester, 52 min, 2012), premier documentaire consacré à Jonas Mekas, figure du cinéma underground new yorkais. Celui-ci est présenté notamment au Festival International du Cinéma de Marseille et au Festival international du film de Mar del Plata.
Pour le site web du Magazine Whitewall, la même année, Jérôme Sans réalise deux portraits vidéo de 3 min sur l’architecte Ma Yansong et le peintre Yu Hong.
En 2013 il est le directeur artistique d’un portrait de MadeIn Company (Xu Zhen) dans son atelier, à propos d’une œuvre réalisée pour la Biennale de Lyon 2013. Ce film, réalisé par Yang Bo (4,20 min) et produit pour ZILLI, est présenté sur le site de l’entreprise et projeté aux côtés de l’œuvre de l’artiste.
Liquid Architecture (depuis 2005)
Jérôme Sans est membre du groupe de rock électro Liquid Architecture, fondé et coproduit avec Audrey Mascina. Après un premier album intitulé Revolution is Over sorti en février 2006 sous le label français Naïve, Liquid Architecture tourne dans des lieux comme la galerie Deitch Project à New York, Moderna Museet à Stockholm, MALBA à Buenos Aires, BOZAR à Bruxelles, et des villes de Suisse, d'Espagne, d'Italie et d'Allemagne. En janvier 2010, le groupe sort avec le label Modern Sky en Chine un album intitulé I Love to Love. Ils sont le premier groupe français à être signé sur ce label et effectuent une tournée en Chine en mai 2010 pour la promotion de l'album. Les nombreuses collaborations avec des artistes (Sam Samore, Matthieu Laurette, Jonas Mekas, Richard Kern, Erwin Wurm, Kolkoz, Thomas Lélu), font que chacune de leurs chansons est une scène ouverte à tout un processus de collaboration visuelle allant de la photographie à la scénographie en passant par les films créés en dialogue avec les artistes.